# Margaret Kelly (simmare)
Margaret Kelly, född 22 september 1956 i Liverpool i England, är en brittisk före detta simmare.
Kelly blev olympisk silvermedaljör på 4 x 100 meter medley vid sommarspelen 1980 i Moskva.